# Chersotis pura
Chersotis pura är en fjärilsart som beskrevs av Franz Dannehl 1929. Chersotis pura ingår i släktet Chersotis och familjen nattflyn. Inga underarter finns listade i Catalogue of Life.